# Amt Putlitz-Berge
Urząd Putlitz-Berge (niem. Amt Putlitz-Berge) - urząd w Niemczech, leżący w kraju związkowym Brandenburgia, w powiecie Prignitz. Siedziba urzędu znajduje się w mieście Putlitz.
W skład urzędu wchodzi pięć gmin:
1. Berge
2. Gülitz-Reetz
3. Pirow
4. Putlitz
5. Triglitz